# قائمة الكواكب الصغيرة العابرة لمدار زحل
 الكواكب الصغيرة العابرة لمدار زحل هي كل كويكب أو كوكب صغير يعبر مداره مدار كوكب زحل (بالإنجليزية: Saturn-crosser). أي أن مدارتها تتقاطع مع مدار زحل .ويرد أدناه أرقام عابرات-زحل (اعتبارا من عام 2005) . ومعظمها، إن لم يكن كلها قناطير.
ملاحظات: † ملامسة-داخلية (رعاة)
- 944 هيدالغو †
- 2060 شيرون
- 5145 فولوس
- 5335 داموكليس
- 8405 أسبولوس
- (15504) 1999 RG33
- 20461 ديوريتسا

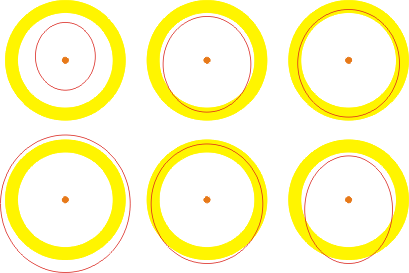
ملامسة-داخلية: وسط, أعلى;
ملامسة-خارجية: وسط, الجزء السفلي;
العابرة: يمين, الجزء السفلي;
مدار مشترك: يمين، أعلى

- قائمة الكواكب الصغيرة: 31001–32000
- قائمة الكواكب الصغيرة: 32001–33000
- قائمة الكواكب الصغيرة: 37001–38000
- 52872 Okyrhoe
- 60558 Echeclus
- (63252) 2001 BL41
- (65407) 2002 RP120